# Sweeting Homestead
 (juin 2020).
La Sweeting Homestead – ou Sweeting Plantation – est une ancienne plantation du comté de Miami-Dade, dans le sud-est de la Floride, aux États-Unis. Située sur Elliott Key, au sein du parc national de Biscayne, elle est inscrite au Registre national des lieux historiques depuis le 19 septembre 1997.